# Ividia havanensis
Ividia havanensis är en snäckart som först beskrevs av Henry Augustus Pilsbry och Carlos Guillermo Aguayo 1933.  Ividia havanensis ingår i släktet Ividia och familjen Pyramidellidae. Inga underarter finns listade i Catalogue of Life.